# Wissenschaftliches Schreiben und Veröffentlichen
Wissenschaftliches Schreiben und Veröffentlichen gehört zum Alltag des wissenschaftlichen Arbeitens. Wissenschaftliches Schreiben ist Ziel und Aufgabe des Lernens an Hochschulen, weil wissenschaftliche Debatten überwiegend in schriftlicher Form geführt werden. Es ist ein kompositorischer Vorgang, der bedeutet, Forschungsfragen zu formulieren, Hypothesen zu erarbeiten und zu plausibilisieren, die Forschungsresultate in wissenschaftlichen Publikationen zu veröffentlichen und ihre Relevanz auch für die allgemeine Öffentlichkeit verstehbar zu machen.
Die Geschichte des wissenschaftlichen Schreibens und Veröffentlichens reicht vom Alten China und Indien über die Antike bis in die Gegenwart und spiegelt über die Jahrhunderte die jeweils spezifischen theoretischen, fachlichen und ideologischen Ausprägungen einer Zeit wider. Vor allem in standardisierten Veröffentlichungsverfahren sind zum Beispiel Ausschlussfaktoren auch heute nachweisbar.
In den letzten Jahrzehnten sind neue wissenschaftliche Genres entstanden, vor allem aufgrund von informationstechnischen Änderungen für das Schreiben und Veröffentlichen. Bei Offener Wissenschaft (open research bzw. open science) wächst das wissenschaftliche Schreiben mehr und mehr mit dem Veröffentlichen zusammen. Nicht zuletzt durch die Möglichkeiten des Internets verändert sich das Verhältnis zwischen denjenigen, die Wissenschaft machen, und den Wissenschaftsverlagen, weil Forschung mehr und mehr selbst publiziert werden kann. Aufgrund des größeren Interesses in der Didaktik sowie wachsender Aufmerksamkeit für die Karriereförderung wird über praktische Aspekte des wissenschaftlichen Schreibens und Publizierens verstärkt informiert und debattiert, wodurch das Thema für verschiedene Gesellschaftsbereiche relevant geworden ist.

## Geschichte seit dem 19. Jahrhundert

### Chronologie
- Anfang des 19. Jahrhunderts entstand in Deutschland im Zuge der humboldtschen Universitätsreform eine Lehrmethode, die auf dem wissenschaftlichen Schreiben basierte. Sie war als Ergänzung der Lehrmethoden der Vorlesung und der Disputation konzipiert. In der Hochschulorganisation wurden zu diesem Zweck Abteilungen eingeführt, die Seminar genannt wurden und die mit eigenen Seminarbibliotheken verfügten, ausgestattet wurden, in denen Studierende Originalquellen für ihre Studienarbeiten einsehen konnten.[4]
- 1906 gab die Universität von Chicago erstmals formale Richtlinien heraus, bekannt als The Chicago Manual of Style (16. Ausgabe 2010[5]).
- Seit 1937 wird das A Manual for Writers of Research Papers, Theses, and Dissertations von Kate L. Turabian veröffentlicht, das sich auf das The Chicago Manual of Style bezieht und von dem nach einer Schätzung der University of Chicago Press mehr als 8 Millionen Exemplaren verkauft worden sind.
- Ab 1946 wurde an deutschsprachigen Hochschulen das Studienfach Rhetorik entwickelt. Den ersten Lehrstuhl in Allgemeiner Rhetorik gab es 1963 an der Universität Tübingen, bekleidet von Walter Jens. Zu Wissenschaftsrhetorik im Speziellen gibt es inzwischen eigene Hochschulveranstaltungen.[6]
- 1959 beschreibt der spätere Nobelpreisträger André Lwoff im Bacteriological Review die gängige Praxis, indem er sagt, dass für den Erfolg von Wissenschaft nicht nur die richtigen Ideen und richtigen Experimente nötig seien, um einen Aufsatz daraus zu machen, sondern dass man einen kohärenten Lehrkorpus („a coherent doctrinal corpus“) schaffen müsse „und diesen in Zeitschriften und Lehrbücher hineinzwingen.“[7]
- Ab 1972 entwickelte Donald E. Knuth das nicht-proprietäre Satzprogramm LaTeX, das heute in naturwissenschaftlich-technischen Fachgebieten Standard ist.
- 1999 kommen Georg Rückriem und Joachim Stary bei ihrer Sichtung von deutschsprachiger Fachliteratur zu dem Ergebnis, dass Schreibschwierigkeiten und -blockaden zwar schon länger Gegenstand wissenschaftlicher Forschung seien, es aber ihres Wissens „kein gründliches Buch zu deren Entstehung“ gebe.[8]
- 2001 schlossen sich Wissenschaftler zur Budapest Open Access Initiative (BOAI) zusammen, um das Ziel des freien Zugangs zu begutachteter wissenschaftlicher Literatur im Web, Open Access, zu verwirklichen. 2003 wurde daraufhin von Wissenschaftsinstitutionen und -verbänden die Berliner Erklärung über offenen Zugang zu wissenschaftlichem Wissen unterzeichnet.
- Seit 2011 erscheint das Journal of Academic Writing als Zeitschrift des Verbandes European Association for the Teaching of Academic Writing (EATAW), der auch Konferenzen zu Schreibforschung sponsert, die es seit 2001 gibt.[9]

### Deutsch als Wissenschaftssprache
Im frühen 19. Jahrhundert begannen sich in Deutschland die ersten wissenschaftlichen Fachgesellschaften zu etablieren und wissenschaftliche Zeitschriften erschienen statt auf Latein zunehmend in deutscher Sprache. Auch international wurde Deutsch, neben Französisch und Englisch, zu einer wichtigen Wissenschaftssprache. Aktuell ist Deutsch als internationale Wissenschaftssprache vor allem noch in geisteswissenschaftlichen Fächern zu finden. An erster Stelle gilt das für die Germanistik und andere Philologien, aber auch für philosophische, religionswissenschaftliche und einige sprachwissenschaftlichen Arbeiten.

### Von Deutsch zu Englisch als internationaler Wissenschaftssprache
Infolge der Verfolgungen und Vertreibungen von deutschsprachigen Wissenschaftlern in der Zeit des Nationalsozialismus, die in englischsprachige Länder gingen, verlagerte sich die Wissensproduktion und die internationale Wissenschaftskommunikation auf Englisch. In den Jahren nach 1945 wurde dieser Wandel auch zu einer Herausforderung bei Wissenschaftsverlagen, die bis dahin Publikationen nur in deutscher Sprache vermarktet hatten.

## Schreiben in der Praxis
Wissenschaftliches Schreiben findet meist allein statt und muss möglichst kontinuierlich geübt werden, wenn es wirkungsvolles Schreiben sein soll. Darüber hinaus gibt es innerhalb und außerhalb von Hochschulen vermehrt Schreibseminare oder Schreibwerkstätten.
Zum wissenschaftlichen Schreiben gehören Techniken wie das Zitieren und das Bibliografieren und kreative Techniken zur Unterstützung des Schreibprozesses. Die Genres und Formate, in denen geschrieben wird, sind je nach Fachgebiet in ihrer Häufigkeit verschieden. Außerdem wird unterschieden, ob es sich eher um das Aufschreiben andernorts erzeugter Daten handelt oder ob das Schreiben selbst als wissenschaftliches Arbeiten angesehen wird.
Eine weit verbreitete Software für das Schreiben und Layouten ist das 1972 entstandene LaTeX, ein freies Satzprogramm (ein nicht-proprietäres Schreibwerkzeug), das sich für umfangreiche und komplexe Texte eignet, die strengen typographischen Ansprüchen genügen müssen. Bei diesem Programm werden die zu formatierenden Passagen, Überschriften, Literaturverzeichnisse, Fußnoten, mathematische Formeln etc. mit Befehlen textuell ergänzt, woraus das Programm anschließend das gewünschte Layout für die Publikation erstellt.

### Wissenschaftlicher Stil
Pierre Bourdieu zählt zum wissenschaftlichen Stil, dass man alternative Positionen Revue passieren lässt, um sich davon abzusetzen. Oder man stellt bezüglich Forschungsstand oder Reflexion in einem bestimmten Zweig des eigenen Faches ein Defizit fest, um sich selbst als diejenige Person darzustellen, die Abhilfe schafft, wie der Historiker Valentin Groebner es formuliert.
Wissenschaftliche Textproduktion basiert auf umfassender Informationsgewinnung und ist in der Regel Teil eines umfassenderen Erkenntnisprozesses, so Otto Kruse. Als Voraussetzung für das wissenschaftliche Schreiben benötigt man aus seiner Sicht vor allem eine besondere Wissensbasis, muss die linguistischen Konventionen kennen und sich bewusst sein, dass man für spezielle kommunikative Zusammenhänge schreibt. Wissenschaftlicher Stil zeichnet sich ferner dadurch aus, dass Erkenntnisse sachlich begründet werden und das Geschriebene von der Struktur her transparent ist. Im Gegensatz dazu wollen zum Beispiel Besprechungen von Neuerscheinungen in der Presse nicht nur informativ, sondern auch unterhaltend sein und sind in einem feuilletonistischen Stil geschrieben.
Für Hartmut von Hentig bedeutet Wissenschaft vor allem Freigabe und Ent-Eignung von Wissen. Wer wissenschaftlich schreibe, wolle nicht nur Erkenntnisse wiedergeben, sondern sie erklären und zur Wirkung bringen. Das solle allerdings nicht dazu führen, Belehrung oder Überredung dadurch zu „tarnen“, dass man fremdsprachliche Begriffe verwende, komplizierte Gedankengänge einsetzte und Autoritäten zitiere. Denn wissenschaftliche Prosa sei dann gut, wenn sie „vor allem einfach und darum deutlich ist.“

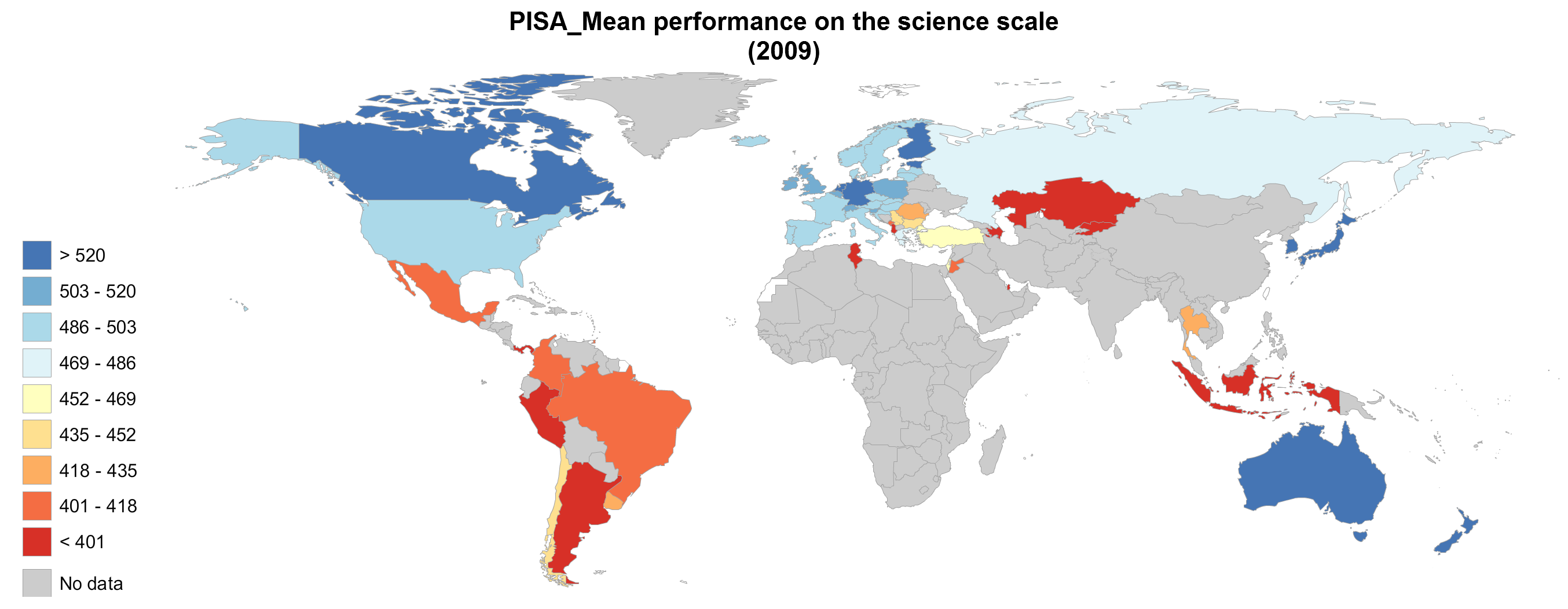
Ergebnisse der PISA-2009-Studie im Fach Naturwissenschaften

Je leichter verständlich eine wissenschaftliche Arbeit verfasst worden ist, desto eher kann sie von Wissenschaftsjournalisten in die Massenmedien transportiert werden. Voraussetzung für deren Rezeption ist eine wissenschaftliche Grundbildung der Bevölkerung, die Scientific Literacy, die in den vergangenen Jahren im Rahmen mehrerer PISA-Studien im internationalen Vergleich zum Beispiel für Naturwissenschaftsleistungen gemessen wurde.

### Schreibprozess und Schreibstil
Unter den Schreibprozess-Modellen sind die theoretischen Arbeiten von Linda Flower und John R. Hayes zu kognitiven Prozessen beim Schreiben die bekanntesten. Flower und Hayes ließen ihre Probanden laut aussprechen, was sie beim Schreiben dachten, und entwickelten mit den Auswertungsergebnissen der Protokolle ihr Modell, das als Basis für theoretische Überlegungen zur Überwindung von Schreibblockaden dient.
Im Schreibprozess werden rhetorische Techniken zur sprachlichen Verarbeitung angewendet, so Gert Ueding, der sich auf ein Zitat des Physikers und Aphoristikers Lichtenberg aus dem 18. Jahrhundert bezieht. Lichtenberg meint, dass sich das Schreiben vortrefflich eignet, um ein „schlafendes System“ „aufzuwecken“. Ueding vertritt die Auffassung, dass Erkenntnisprozess und Schreibprozess gleichzeitig stattfinden, es für die Übung aber notwendig sei, die Bereiche des Findens von Sachen (inventio) und des rednerischen Ausdrucks voneinander zu trennen.
Zu seinem Schreibprozess zitiert Hartmut von Hentig eine Antwort von Hannah Arendt auf die Frage, ob ihr das Schreiben schwerfalle („Aber nein, ich schreibe doch nur ab, was ich im Kopf habe!“) und beschreibt im Gegensatz dazu die Folgen seiner assoziativen Denkweise: Einer der Gründe, warum er große Mühe habe, seine Gedanken zu ordnen, sei, dass ihm „auch dabei immer neue kommen.“ Bei ihm forme sich der Gedanke erst beim Schreiben, anders als bei Hannah Arendt. Schreiben ist eine Selbsterziehung zu intellektueller Redlichkeit, ein Monolog, bei dem man sich nichts vormachen kann und die eigenen wissenschaftlichen Unsicherheiten erkennen und überwinden lernt, meint der Politikwissenschaftler Ekkehart Krippendorff. Auch wenn der Rahmen und die Substanz dessen, was man sagen möchte, „im Kopf fertig“ ist, „entwickelt ein Gedanke im Prozess des Schreibens seine Eigenlogik [...] Man wollte geradeaus gehen und merkt, das Ziel ist so leicht nicht zu erreichen, man muß Umwege machen [... , wobei man] auch unerwartete, plötzliche Erkenntnisse gewinnen“ kann. Krippendorffs Einschätzung nach handelt es sich um einen kompositorischen Vorgang, bei dem die Arbeitsmittel, die eingesetzt werden, inhaltliche und strukturelle Auswirkungen für das Geschriebene haben.

### Vermittlung von Schreiben als wissenschaftlicher Arbeit
Schreiben wird in Hochschulen mittels didaktischer Genres wie der Seminararbeit oder dem Thesenpapier gelehrt. Dies fußt auf Erkenntnissen von Otto Kruse, der davon ausging, dass Studierende sich auf diesem Weg ihr Fachwissen und Fertigkeiten des wissenschaftlichen Schreibens gleichzeitig aneignen können.
In den kommerziellen wissenschaftlichen Schreibwerkstätten werden Studierende beim Verfassen von Seminar-, Diplom-, Bachelor- oder Magisterarbeiten unterstützt. Einige Schreibwerkstätten nehmen Anleihen beim kreativen Schreiben, eine Bezeichnung für Schreibansätze, die davon ausgehen, dass Schreiben ein kreativ-sprachlicher Prozess ist, zu dem jeder Mensch methodisch angeleitet werden kann. Dadurch werden Erfahrungen aus Schreibschulen auf den Bereich des wissenschaftlichen Schreibens übertragen. Für den Wissenschaftsbereich näher ausgeführt hat dies Lutz von Werder.
Wer seine Ergebnisse publizieren will, hat auch formale Richtlinien in Betracht zu ziehen. Bekannte Richtlinien sind das Werk A Manual for Writers of Research Papers, Theses, and Dissertations (erste Ausgabe 1937) von Kate L. Turabian, das auf dem The Chicago Manual of Style basiert, sowie die DIN-Norm DIN 1505-2, in der Formate für Literaturzusammenstellungen, Literaturverzeichnisse und Fußnoten standardisiert worden sind. Aber Verlage machen oft eigene Vorgaben für Textform, Zitierweise und Abbildungsformate, je nach Fachgebiet, Genre und Sprache. Im Zuge der Open Research-Bewegung wird die Anerkennung international gängiger Standards auf Seiten der Verlage gefordert, so dass es für die eigentlichen Produzenten des Wissens bei der Einreichung keinen unnötigen Extraaufwand mehr gibt.
Im deutschsprachigen Raum gab es 2013 an mindestens 30 Hochschulen Schreibzentren, an den Universitäten Münster, Göttingen und Tübingen zwei verschiedene nebeneinander, von denen das eine fachbezogen und das andere interdisziplinär ausgerichtet ist. Es gibt sechs schreibdidaktische Tagungen. Eine von ihnen ist die „Peer-Schreibtutor_innen-Konferenz“, die 2008 an der Viadrina-Universität in Frankfurt/Oder gestartet wurde, hauptsächlich von studentischen Schreibberatern organisiert und gestaltet wird und jährlich wechselnd in einem anderen Schreibzentrum stattfindet.

### Wissenschaftliche Textformen
An wissenschaftlichen Textformen gibt es viele und sie unterscheiden sich nicht allein in ihrer Form, sondern vor allem in ihrer Funktion.
- Überwiegend textliche Formate:
  - Untersuchungsfrage oder Forschungsfrage, Funktion: Fokussierung und Eingrenzung[29]
  - Laborbuch
  - Versuchsprotokoll[30] oder Praktikumsbericht[31]
  - Exposé (Wissenschaft)
  - Projektantrag für ein Forschungsprojekt
  - Call for papers
  - Abstract
  - Thesenpapier für ein Referat (Vortrag),
  - Paper (Einreichung), zum Beispiel als Version eines später veröffentlichten wissenschaftlichen Artikels in Proceedings oder in einer wissenschaftlichen Zeitschrift
  - Editorial für eine bestimmte Ausgabe einer wissenschaftlichen Zeitschrift oder für Proceedings
  - Besprechung von Neuerscheinungen (Rezension)
  - Forschungsbericht über bereits publizierte relevante Forschung zum speziellen Thema: Review-Artikel oder, als  Abschnitt innerhalb einer größeren Arbeit: Literaturbericht / Stand der Forschung bzw. Forschungsbericht als Bericht im Rahmen der Selbstdarstellung einer Institution über die geleistete Forschung, meist auf einen bestimmten Zeitraum bezogen (vgl. Forschungsbericht (Wirtschaftsunternehmen))
  - Gutachten (zum Beispiel im Peer-Review)
  - wissenschaftliche Qualifikationsarbeit (Studienabschlussarbeit, Dissertation, Habilitationsschrift)
  - wissenschaftlicher Essay für einen thematischen Sammelband oder eine Festschrift
  - Erstbeschreibung / Taxonomie
  - Mitschrift (einer Vorlesung)[32][33]
  - Editionsbericht der Herausgeber (in der Editionswissenschaft bei Werkausgaben)
- überwiegend multimediale Formate:
  - Referat (Vortrag) mit Präsentation; Kurzform: Postersession

### Technische und schreibstrategische Neuerungen
Die Textgenerierung aus Wissensbasen zeichnet sich als maschinelles Verschriftlichen von aktuellen Informationen z. B. aus Datenbanken oder Wissensrepräsentationen, ab. Im Extremfall können so sogar Rohfassungen von Texten automatisiert entstehen. Relevant ist das bei einigen stark standardisierten, beschreibenden wissenschaftlichen Genres, beispielsweise im Fachbereich Medizin.

## Schreiben und Veröffentlichen in verschiedenen Fachgebieten
Je nach Fach und Genre ist der Anteil des Aufschreibens und des argumentativen Schreibens verschieden. Beim Aufschreiben handelt es sich um einen Vorgang, bei dem zuvor gemessene Daten notiert werden, zum Beispiel in einem Versuchsprotokoll, oder in dem auf der Grundlage zuvor erhobener Daten, zum Beispiel in einem Fragebogen, Ergebnisse verschriftlicht werden. Beim argumentativen Schreiben hingegen wird versucht, ein fiktives Gegenüber von einer These zu überzeugen und diese mit wissenschaftlichen Mitteln zu belegen. Beide Anteile kommen in nahezu jeder wissenschaftlichen Arbeit vor, nicht zuletzt in den Genres des wissenschaftlichen Gutachtens und in einem Begutachtungsverfahren wie dem Peer-Review.
Auch die mathematische Beweisführung gehört zum argumentativen Schreiben und für Formeln und Gleichungen gelten dieselben Grammatikregeln wie für Wörter: „(...) in a math paper, formulas and equations follow the standard grammatical rules that apply to words.“ (Kevin P. Lee).
Daneben hat das Schreiben wissenschaftlicher Texte je nach Fachgebiet mit diffizileren rechtlichen Aspekte oder Ansprüchen zu tun. Allerdings gehören Kenntnisse des Zitatrechts, der urheber- und verwertungsrechtlichen Regelungen sowie der Möglichkeiten Offener Lizenzen für das Schreiben in allen Fachgebieten zur Grundausstattung. Das betrifft neben eigener Wissensproduktion zum Beispiel auch Werkauszüge und Abbildungen, die andere erstellt haben, und die in eine Publikation eingebettet werden sollen. Speziellere Kenntnisse sind erforderlich, wenn es um ein Laborjournal geht, dessen Inhalte Grundlage für die Zuerkennung einer wissenschaftlichen Entdeckung oder eines Patents sind. In diesem Bereichen sind strenge Vorgaben seitens der Institutionen durchgesetzt worden, an denen das Wissen erarbeitet worden ist. Ähnlich ist die Situation bei neuem Wissen, das aufgrund vertraglicher Bedingungen geheim zu halten ist, etwa in der Rüstungsforschung und bei sonstigen industriell motivierten Drittmittelbestimmungen, aufgrund derer nicht selten öffentlich finanzierte Wissensgenerierung privatisiert wird.
Am Beispiel von Fächern, die bei PLOS publizieren, wird seit Oktober 2014 ein neues Format für Zitierungen entwickelt: „rich citation“. Das Format soll die Möglichkeit für mehr Informationen als bisher enthalten, und zwar bezüglich der zitierenden und der zitierten Entitäten. Neu soll zum Beispiel die Lizenz verzeichnet werden, unter der die genannte Quelle publiziert worden ist. Weitere Aspekte sind vorgesehen, die die Verbindung zwischen den beiden Entitäten deutlicher machen und die dazu geeignet sind, die Transparenz der Kooperationen im Wissenschaftsnetz zu erhöhen (Selbstzitation leichter ausfindig machen). Auch Positionierung im Text, Menge und Art einer Zitierung sollen in diesem Format gleich mitgeliefert werden können.

## Publizieren in der Praxis
Das Publizieren hat den Zweck, erarbeitetes neues Wissen an die Fachöffentlichkeit oder an die allgemeine Öffentlichkeit zu vermitteln (s. a.: Wissenschaftskommunikation). Meist wird eine wissenschaftliche Publikation zuvor innerhalb einer Projektgruppe diskutiert oder in Vortragsform bei verschiedenen Tagungen zur Diskussion gestellt und erst dann veröffentlicht oder zur Begutachtung eingereicht. Wissenschaftliches Schreiben für eine Begutachtung wird in der Regel nicht vergütet, da davon ausgegangen wird, dass die Arbeit im Rahmen einer gut bezahlten anderen Tätigkeit erfolgt. Anfragen von Verlagen können abgelehnt werden.
In manchen Fällen wird im Peer-Review-Verfahren ein Fake nicht erkannt. In vielen Fällen jedoch erhalten Autoren in einer teils anonym durchgeführten Begutachtungsphase wichtige Anregungen für Überarbeitungen, was gelegentlich in Danksagungen zu lesen ist. Es kommt vor, dass Publikationen seitens der gewählten Betreuer oder seitens externer Gutachter verhindert werden, etwa aufgrund unerwünschter Ergebnisse. Auch wird die Erledigung manchmal absichtlich so lange hinausgezögert, bis das eigene Werk zum Thema erfolgreich veröffentlicht worden ist, mit dem Ziel, nachweisbar sagen zu können, eine bestimmte Erkenntnis zuerst publiziert zu haben.

### Neuere Entwicklungen
Eine neuere Entwicklung in der wissenschaftlichen Publikation ist das Entstehen von Online-Plattformen in Konkurrenz oder als Ergänzung zu den traditionellen Formen der Publikation in wissenschaftlichen Fachzeitschriften durch Wissenschaftsverlage. Diejenigen Plattformen, denen es gelingt erfolgreich akademische Nutzer anzuziehen, geben die Aussicht, als Ergebnis von Beiträgen wissenschaftliche Standardformate herstellen zu können, wie es in naturwissenschaftlichen Gebieten das Paper ist. Zu dieser Einschätzung gelangt Michael Nielsen in seiner Analyse in Reinventing discovery. The new era of networked science von 2012.
Im Laufe der letzten 20 Jahre hat sich in Wissenschaftskreisen inklusive Hochschulbibliotheksfachleuten die "Open Access"-Bewegung gebildet. Deren Ziel ist es, begutachtete wissenschaftliche Dokumente seitens aller Menschen mit Webzugang entgeltfrei zur Verfügung zu stellen: zum Lesen, zum Herunterzuladen, zu Speichern, zum Verlinken und zum Ausdrucken. Es sind mehrere nationale und internationale Bündnisse entstanden, wie z. B. die Scholarly Publishing and Academic Resources Coalition (SPARC) und das Aktionsbündnis Urheberrecht für Bildung und Wissenschaft. Eine bekannte Erklärung ist die Berliner Erklärung über offenen Zugang zu wissenschaftlichem Wissen vom 22. Oktober 2003, der im Dezember 2001 die Budapest Open Access Initiative vorausgegangen war.